# Igarapé do Meio
Igarapé do Meio – miasto i gmina w Brazylii leżące w stanie Maranhão. Gmina zajmuje powierzchnię 368,685 km². Według danych szacunkowych w 2016 roku miasto liczyło 13 968 mieszkańców. Położone jest około 160 km na południowy zachód od stolicy stanu, miasta São Luís, oraz około 1600 km na północ od Brasílii, stolicy kraju. 
W 2014 roku wśród mieszkańców gminy PKB per capita wynosił 9884,82 reais brazylijskich.